# Oberea adumbrata
Oberea adumbrata är en skalbaggsart som beskrevs av Friedrich F. Tippmann 1958. Oberea adumbrata ingår i släktet Oberea och familjen långhorningar. Inga underarter finns listade i Catalogue of Life.